# TK-20 Sewerstal
TK-20 ist ein strategisches Atom-U-Boot der russischen Seekriegsflotte und das letztgebaute von sechs Schiffen der Klasse 941 (NATO-Code: Typhoon-Klasse).

## Bau
TK-20 wurde am 12. Januar 1985 in die Bestandsliste der Seekriegsflotte aufgenommen und am 27. August 1985 in der Sewmasch-Werft in Sewerodwinsk auf Kiel gelegt. Mit dem Herausziehen (Stapelzug) aus der Bauhalle in ein überdachtes Trockendock wurde am 11. Juni 1989 der Stapellauf vollzogen. Es folgten Standprüfungen im Trockendock sowie die Seeerprobung im Weißen Meer.

## Dienst in der Seekriegsflotte der Sowjetunion
Die Seekriegsflotte übernahm das neue Schiff am 19. Dezember 1989 und am 28. Februar 1990 wurde TK-20 in die neu aufgestellte 18. Division der 1. Flottille der Nordflotte in der Nerpitschja-Bucht bei Sapadnaja Liza eingegliedert. Es folgten eine Abschreckungspatrouille im Nordmeer. Den Zerfall der Sowjetunion überstand TK-20 ohne besondere Vorkommnisse.

## Dienst in der Seekriegsflotte der Russischen Föderation
Im November 1996 fuhr TK-20 eine Patrouille zum Nordpol und startete von dort eine RSM-52-Rakete. Am 24. Juli 1997 nahm TK-20 an der Flottenparade in Seweromorsk teil. Es folgten vereinzelte Patrouillenfahrten in der Barentssee. 2000 erfolgte die Taufe auf den Namen Sewerstal, und der gleichnamige Stahlkonzern übernahm die Patenschaft für das Schiff. Im Juni 2001 durfte erstmals ein Fernsehteam an einer Patrouillenfahrt der Sewerstal teilnehmen. Die Dokumentation wurde vom ZDF unter dem Titel Auf unsichtbarer Mission – unterwegs mit dem größten U-Boot der Welt ausgestrahlt. Im Verlauf dieser Fahrt wurde eine RSM-52-Rakete gestartet. Im Juli 2001 begann bei Sewmasch in Sewerodwinsk die Instandsetzung, welche im Dezember 2002 abgeschlossen war.
Im Laufe des Jahres 2003 startete die Sewerstal ihre letzten 10 RSM-52, die nach einer bestimmten Flugzeit gesprengt wurden.
Derzeit ist die Sewerstal der Reserve zugeordnet und liegt im Stützpunkt in Sewerodwinsk. Sie sollte, wie die TK-17 Archangelsk, bis zum Jahr 2020 stillgelegt und verschrottet werden.

### Technische Daten
- Länge: 173,1 m
- Breite: 23,3 m
- Tiefgang: 11,0 m
- Höhe (Kiel-Turmkante): ca. 28 m
- Wasserverdrängung: 23.200 Tonnen (aufgetaucht) / 48.000 Tonnen[2] (getaucht)
- Antrieb
  - 2× OK-650B-Druckwasserreaktor, je 190 MW thermische Leistung
  - 2× Dampfturbinen GT3A mit je 49.000 PS (2× ≈36 MW)
  - 4× 3200 kW E-Generatoren
  - 2× Dieselgeneratoren vom Typ DG-750
  - 2× Antriebsdiesel mit je 260 PS für Schleichfahrt
  - Höchstgeschwindigkeit: 14 Knoten (aufgetaucht)/27 Knoten (getaucht)
- Bewaffnung
  - 20 × Interkontinentalraketen RSM-52 (NATO: SS-N-20) im Raketenkomplex D-19 oder RSM-56 im Raketenkomplex D-30
  - 6 × Torpedorohre Kaliber 533 mm (Typ 53-65K, SET-65, SAET-60M, UGST)
  - 8–10 × Luftabwehrflugkörper (schultergestützt) Typ 9K38 Igla
- Flugkörper:
  - SS-N-15 (verschossen aus Torpedorohren Kaliber 533 mm)
- Schiffssysteme:
  - Sonar: Skat
  - Radar: Albatros
  - EloKa: Nakat-M
  - Funkanlage: Molnija
  - Satelliten-Navigationssystem: Simfonia
  - Satelliten-Navigationsanlage (Tobo Responder): Kremnij-2
  - Satelliten-Kommunikationsanlage: Tsunami
  - Tauchtiefe: ca. 450 m maximal
- Besatzung: 150–180 (davon 50 Offiziere und 80 Unteroffiziere)
- Seeausdauer
  - 120 Tage (Frieden)
  - 260 Tage (Verteidigungsfall)